# Hashim Safi Al Din
Hashim Safi Al Din (en árabe: هاشم صفي الدين‎, romanizado: Hashem Safieddine; Deir Qanoun En Nahr, 1964 - Beirut, 3 de octubre de 2024) o Hashem Safiedín, fue un clérigo chií libanés, alto funcionario de Hezbolá y primo materno de Hasán Nasralá. Era jefe del Consejo Ejecutivo de Hezbolá y como tal estaba encargado de supervisar los asuntos políticos del grupo, también era miembro del Consejo de la Yihad, puesto desde el que gestionaba las operaciones militares del grupo y generalmente considerado el «número dos» de Hezbolá.
En 2017, el Departamento de Estado de los Estados Unidos lo designó Terrorista Global Especialmente Designado.
El 27 de septiembre de 2024, sobrevivió a un ataque aéreo israelí contra un edificio residencial en el barrio libanés de Dahiye, al sur de Beirut, que mató a Hasán Nasralá y en el que también murieron seis personas, 91 resultaron heridas y arrasó seis edificios de apartamentos. Varios medios de comunicación lo señalaron como un posible sustituto de su tío al frente de Hezbolá.
Según medios israelíes, el 3 de octubre de 2024, fue blanco de un ataque aéreo israelí en el suburbio de Mreijeh en Beirut. Aunque en ese momento se desconocía si había muerto. El 22 de octubre el ejército israelí aseguró que murió en el ataque aéreo del 3 de octubre. Hezbolá confirmó su muerte al día siguiente.

## Biografía
Hashim Safi Al Din nació en 1964 en Deir Qanun en Nahr, cerca de Tiro, en el sur de Líbano, en una respetada familia chií. Era primo materno de Hasán Nasralá y tenía el título de Sayyid, además, usaba el turbante negro lo que significa que desciende del profeta Mahoma. Su hermano, Abdallah Safi Al Din, es el representante de Hezbolá en Irán.
Estudió teología en las ciudades santas de Náyaf (Irak) y Qom (Irán), hasta que Nasralá lo llamó de regreso al Líbano en 1994 y se unió a Hezbolá en sus inicios. En 1995, fue ascendido a la Majlis al-Shura (Asamblea Consultiva), el consejo más alto de Hezbolá. también fue nombrado jefe del Consejo Ejecutivo del grupo, órgano cuya función consiste en supervisar las actividades políticas, sociales y educativas de la milicia.

En 2006, se informó que Al Din fue promovido por Irán como posible sucesor de Hasán Nasralá para el puesto de secretario general de Hezbolá. Además, era uno de los seis clérigos que eran miembros del consejo de la Shura de Hezbolá. También era el jefe del Consejo Ejecutivo del grupo (también conocido como Shura Tanfiziyah) puesto para el que fue elegido en la asamblea general celebrada en julio de 2001. Además, era uno de los nueve miembros del consejo consultivo decisorio (Shura al-Qarar), que es el órgano máximo del grupo libanés.

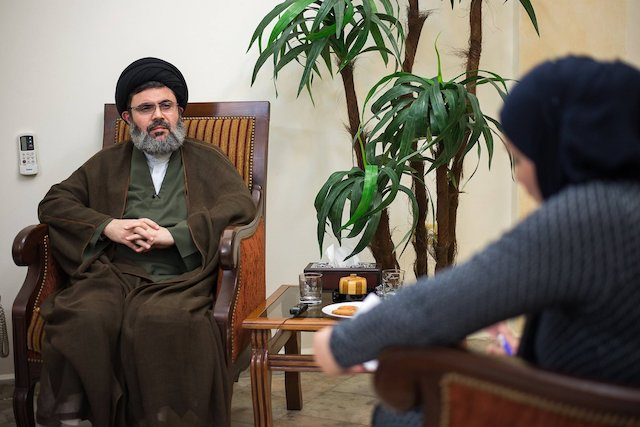
Hashem Safiedín en una entrevista en 2016

Al Din se encontraba entre los tres principales líderes de Hezbolá, los otros dos son Hasán Nasralá y Naim Qassem. También se le consideró el segundo después de Nasralá. En octubre de 2008, fue elegido para suceder a Nasralá como secretario general de Hezbolá en la asamblea general. Su nombramiento como heredero aparente de Nasralá fue apoyado por los iraníes. En 2009, fue elegido nuevamente como miembro del Consejo de la Shura y en noviembre de 2010 fue nombrado comandante militar de Hezbolá en la región del sur del Líbano.
En 2017, el Departamento de Estado de Estados Unidos lo designó Terrorista Global Especialmente Designado, citando su profunda participación en las operaciones de Hezbolá y su papel en la planificación de ataques contra objetivos israelíes y occidentales. Al año siguiente, fue objeto de las sanciones impuestas por Estados Unidos y algunos países árabes, entre ellos Arabia Saudita, los Emiratos Árabes Unidos y Baréin, además de otras nueve figuras importantes de Hezbolá.

### Guerra del Líbano de 2024
En septiembre de 2024 después de que Nasralá fuera asesinado en un ataque aéreo israelí contra Beirut, en el que también murieron seis personas, 91 resultaron heridas y arrasó seis edificios de apartamentos, Safiedín fue visto como el candidato principal para sucederle. Se le reconoce por su similitud con el antiguo líder de Hezbolá tanto en apariencia como en su forma de hablar, y tiene fuertes vínculos con el Gobierno iraní y con Alí Jamenei. Tras la muerte de Nasralá, los medios de comunicación saudíes Al-Arabiya y Al Hadath informaron que había sido designado oficialmente como su sucesor, aunque poco después Hezbolá lo negó a través de su cuenta oficial de Telegram. Aunque Qassem era formalmente el líder interino de Hezbolá, después de la muerte de Nasralá, Safiedín asumió el control de la organización.
En la noche del 3 de octubre de 2024, la Fuerza Aérea israelí bombardeó con once bombas de 73 toneladas de explosivos el barrio de Dahieh, un suburbio situado al sur de Beirut y considerado como un bastión de Hezbolá. Según medios israelíes el ataque aéreo tuvo como objetivo un búnker subterráneo en el que se creía que se encontraba Hashem Safiedín y el jefe de inteligencia de la milicia chií, Hussein Hazimah, a quien las FDI dieron por muerto. Aunque en ese momento se desconocía su destino, una fuente de seguridad libanesa dijo a Al Jazeera que la milicia libanesa había perdido contacto con él desde entonces y que se encontraba desaparecido.
El 5 de octubre Hezbolá emitió un comunicado en el que sostiene que hay medios que han publicado «informaciones falsas» y «rumores sin valor» sobre otros altos cargos de Hezbolá con anterioridad. «Forma parte de la guerra psicológica contra quienes apoyan la resistencia desde quienes han consagrado sus plumas, lenguas y posturas al servicio de la ocupación sionista». También destacó sobre la supuesta muerte de Safiedín que «queremos reiterar que Hezbolá no tiene "fuentes" y que nuestra postura se expresa en comunicados oficiales emitidos por la oficina de prensa de Hezbolá».
El 8 de octubre en un vídeo publicado por su oficina, el primer ministro israelí, Benjamín Netanyahu, dijo que «miles de terroristas» habían sido neutralizados, incluido Hasán Nasralá, junto con su sucesor y el sucesor de este, sin especificar las identidades de los dos últimos. Por su parte el ministro de Defensa israelí, Yoav Galant, dijo que Hashem Safiedín, «probablemente había sido eliminado». Más tarde, el portavoz militar israelí, Daniel Hagari, aseguró que sabían que Safiedín estaba en la sede de inteligencia de Hezbolá cuando las FDI la bombardearon la noche del 3 de octubre y que su destino estaba «siendo verificado y cuando lo sepamos, informaremos al público».

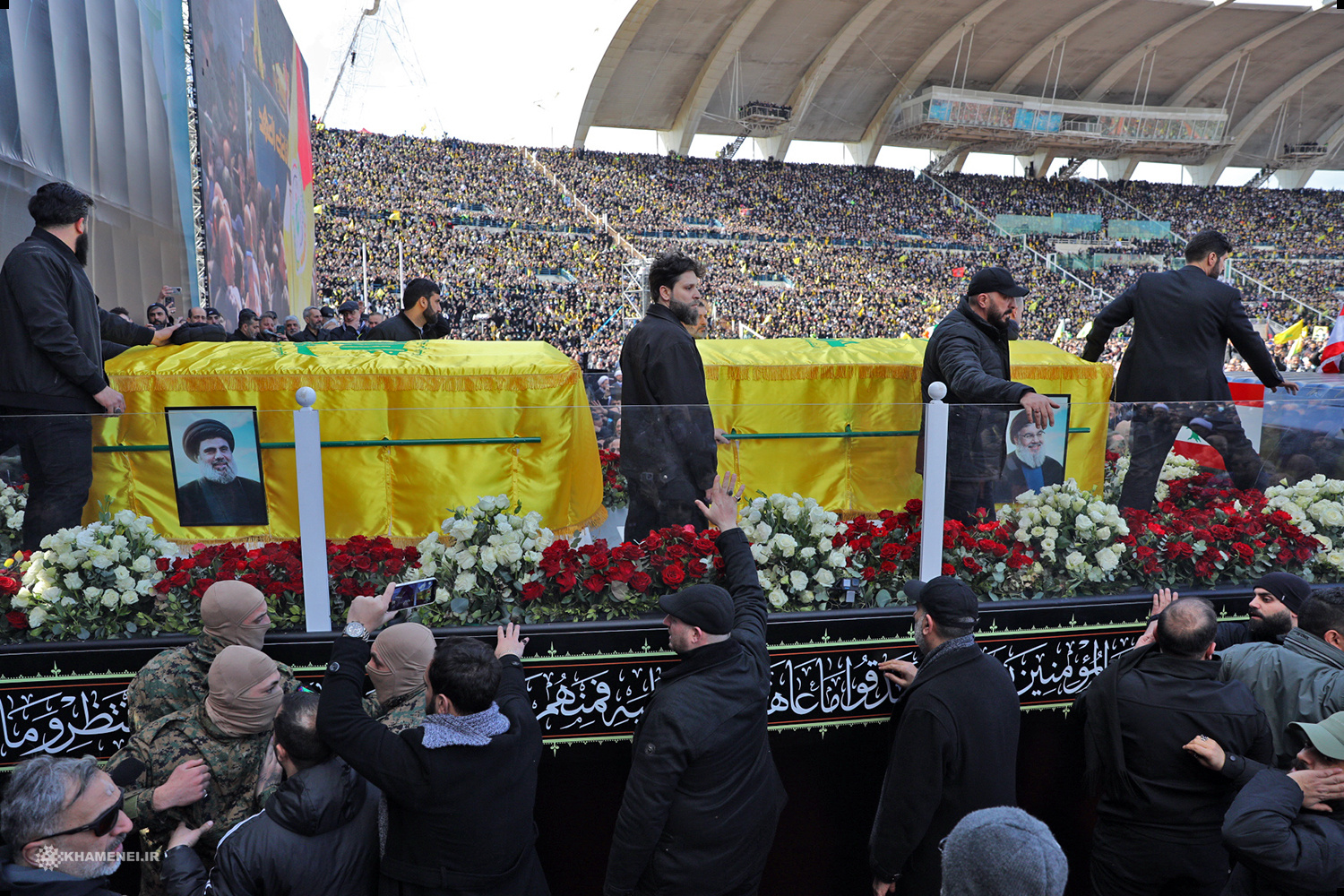
Féretros con los restos mortales de Nasralá y Safiedín durante su funeral

El 22 de octubre, el ejército israelí aseguró que mató a Safiedín, junto con el jefe de la división de Inteligencia, Husein ali Hazima, y más de 25 miembros de la división de Inteligencia de Hezbolá, hace tres semanas, en el ataque aéreo del 3 de octubre que llevó a cabo contra «la sede de los servicios de inteligencia de Hezbolá, en un pasaje subterráneo en los suburbios del sur de Beirut». Desde el ataque, Hezbolá había declarado que «no tenía información» sobre su destino. Al día siguiente, la milicia libanesa confirmó su muerte en un comunicado en el que prometió «continuar el camino de la resistencia» hasta lograr sus objetivos «de libertad y victoria».
Hezbolá enterró sus restos en secreto en un lugar temporal antes de su ceremonia fúnebre oficial que tuvo lugar en Beirut el 23 de febrero de 2025. Posteriormente su cuerpo fue enterrado en su ciudad natal de Deir Qanoun En Nahr, en el sur del Líbano.

## Familia
En junio de 2020, su hijo, Sayyed Reza Hashim Safi Al Din, se casó con Zeinab Soleimani, hija del ex comandante de la Fuerza Quds, Qasem Soleimani, quien fue asesinado en enero del mismo año por Estados Unidos en Bagdad.